# Porta Rudiae
Situada al braç de les muralles orientals de la ciutat de Lecce, Porta Rudiae és la més interessant i antiga de les portes de Lecce.
Va ser construïda el 1703 pel noble Prospero Lubelli, la porta pren el nom de la destruïda ciutat de Rúdies, cap on mira. En aquesta porta s'ajunta la història cristiana de la ciutat, representada per les estàtues dels sants Oronzo, Domenico i Irene, i la història mítica, representada per les quatre figures d'Idomeneus, Malenni, rei de Salentini i descendent de Minos, que segons la tradició va ser el fundador de la ciutat, el seu fill Daune i la seva filla Euippa.